# Die Nonne und das Biest
Die Nonne und das Biest (Originaltitel: Suor Emanuelle) ist ein italienischer Nunsploitationfilm von Giuseppe Vari aus dem Jahr 1977, der inoffizieller Teil der Black-Emanuelle-Reihe ist.

## Handlung
Die triebhafte Monica, Tochter eines reichen Venezianers, soll einer Klosterschule zur Erziehung übergeben werden und wird von den Nonnen Schwester Emanuelle und Schwester Nana mit dem Zug dorthin gebracht.
Im heiligen Bauwerk angekommen verführt sie ihre Zimmergenossin Anna und lernt bei einem Spaziergang in der Nähe des Gotteshauses den brutalen Schwerverbrecher René kennen, mit dem sie ebenfalls eine Beziehung eingeht, ihn ins Kloster schmuggelt und dort versteckt hält. Die eifersüchtige Anna macht Schwester Emanuelle darauf aufmerksam, dass Monica des Nachts verschwindet, woraufhin die Gottbehütete der Sache sogleich auf den Grund geht und Monica mit René ertappt. René droht ihr damit, eine Schießerei unter den Nonnen zu beginnen, wenn sie ihn verrät. Emanuelle gehorcht und wird später durch eine Lüge der hinterhältigen Monica, die vorgibt René, dem noch eine Jungfrau in seiner Sammlung fehlt, wolle Anna entjungfern, dazu bewegt sich selbst, im Glauben sie würde Anna so schützen, von dem Verbrecher entjungfern zu lassen. Monica und Anna werden beim Bespannen der Szene vom geistig minderbemittelten Gärtner Ignatio erwischt und durchs Kloster gejagt. Vor der Oberschwester gibt Monica dann zur Erklärung an, dass Anna unschuldig sei und nur dazwischenging, als sie selbst den Gärtner verführen wollte. Der Gärtner wird entlassen, Monica aus der Klosterschule verbannt. Emanuelle fährt die Sünderin zum Bahnhof, hält aber zwischendurch an, schleppt sie zu der Hütte, wo sie René kennengelernt hatte, fesselt sie und hat vor ihren Augen Beischlaf mit dem Verbrecher. Als die Gefesselte mitmachen möchte, nimmt Emanuelle ein brennendes Holzstück und geht auf Monica zu.
Sich noch immer im Zug auf der Hinfahrt zum Kloster befindend, wacht Schwester Emanuelle aus einem Alptraum auf. Nachdenklich darüber, beschließt sie das Nonnendasein zu beenden.

## Veröffentlichung
- Die Nonne und das Biest erlebte am 10. August 1977 seine italienische Premiere. In der Bundesrepublik Deutschland wurde der Film erstmals am 27. April 1979 aufgeführt.[1]

## Kritik
Für das Lexikon des internationalen Films war Die Nonne und das Biest ein „Billiger Softporno“.